# Murcia Open 2023 - Doppio
Íñigo Cervantes e Oriol Roca Batalla erano i detentori del titolo ma si sono ritirati ai quarti di finale.
In finale Daniel Rincón e Abedallah Shelbayh hanno sconfitto Marco Bortolotti e Sergio Martos Gornés con il punteggio di 7–6(3), 6–4.

## Teste di serie
1. Patrik Niklas-Salminen /  Bart Stevens (semifinale)
2. Marco Bortolotti /  Sergio Martos Gornés (finale)

1. Nam Ji-sung /  Song Min-kyu (primo turno)
2. Arjun Kadhe /  Kaichi Uchida (quarti di finale)

## Wildcard
1. Edas Butvilas /  Pablo Martínez Gómez (ritirati)

1. Alberto Barroso Campos /  Pablo Llamas Ruiz (primo turno)

## Alternate
1. Daniel Dutra da Silva /  Álvaro López San Martín (quarti di finale, ritirati)

1. Daniel Rincón /  Abedallah Shelbayh (campioni)

## Tabellone

### Legenda
| - Q = Qualificato - WC = Wild card - LL = Lucky loser | - ALT = Alternate - SE = Special Exempt - PR = Protected Ranking | - w/o = Walkover - r = Ritirato - d = Squalificato |

|  | Primo turno | Primo turno                         | Primo turno                         | Primo turno | Primo turno |  |  | Quarti di finale | Quarti di finale                    | Quarti di finale                    | Quarti di finale                    | Quarti di finale             |   |      | Semifinali | Semifinali                       | Semifinali                       | Semifinali                            | Semifinali                            |    |   | Finale | Finale | Finale | Finale | Finale |  |
|  |             |                                     |                                     |             |             |  |  |                  |                                     |                                     |                                     |                              |   |      |            |                                  |                                  |                                       |                                       |    |   |        |        |        |        |        |  |
|  | 1           | P Niklas-Salminen B Stevens         | 6                                   | 67          | [10]        |  |  |                  |                                     |                                     |                                     |                              |   |      |            |                                  |                                  |                                       |                                       |    |   |        |        |        |        |        |  |
|  |             | V Durasovic A Sitak                 | 3                                   | 79          | [4]         |  |  | 1                | P Niklas-Salminen B Stevens         | P Niklas-Salminen B Stevens         | P Niklas-Salminen B Stevens         | w/o                          |   |      |            |                                  |                                  |                                       |                                       |    |   |        |        |        |        |        |  |
|  | Alt         | D Dutra da Silva Á López San Martín | D Dutra da Silva Á López San Martín | 6           | 7           |  |  | Alt              | D Dutra da Silva Á López San Martín | D Dutra da Silva Á López San Martín | D Dutra da Silva Á López San Martín |                              |   |      |            |                                  |                                  |                                       |                                       |    |   |        |        |        |        |        |  |
|  |             | L Margaroli F Romboli               | L Margaroli F Romboli               | 3           | 63          |  |  |                  |                                     |                                     |                                     |                              |   |      | 1          | P Niklas-Salminen B Stevens      | 6                                | 3                                     | [4]                                   |    |   |        |        |        |        |        |  |
|  | 3           | J-s Nam M-k Song                    | 7                                   | 4           | [4]         |  |  |                  |                                     | Alt                                 | D Rincón A Shelbayh                 | 4                            | 6 | [10] |            |                                  |                                  |                                       |                                       |    |   |        |        |        |        |        |  |
|  | Alt         | D Rincón A Shelbayh                 | 5                                   | 6           | [10]        |  |  | Alt              | D Rincón A Shelbayh                 | 64                                  | 6                                   | [12]                         |   |      |            |                                  |                                  |                                       |                                       |    |   |        |        |        |        |        |  |
|  |             | B Bobrov L Giustino                 | B Bobrov L Giustino                 | 3           | 4           |  |  |                  | M Geerts A Ritschard                | 7                                   | 4                                   | [10]                         |   |      |            |                                  |                                  |                                       |                                       |    |   |        |        |        |        |        |  |
|  |             | M Geerts A Ritschard                | M Geerts A Ritschard                | 6           | 6           |  |  |                  |                                     |                                     |                                     |                              |   |      | Alt        | Daniel Rincón Abedallah Shelbayh | Daniel Rincón Abedallah Shelbayh | 7                                     | 6                                     |    |   |        |        |        |        |        |  |
|  |             | B Gojo E Karlovskij                 | B Gojo E Karlovskij                 | 64          | 5           |  |  |                  |                                     |                                     |                                     |                              |   |      |            |                                  | 2                                | Marco Bortolotti Sergio Martos Gornés | Marco Bortolotti Sergio Martos Gornés | 63 | 4 |        |        |        |        |        |  |
|  |             | B Harris A Santillan                | B Harris A Santillan                | 7           | 7           |  |  |                  | B Harris A Santillan                | 65                                  | 7                                   | [10]                         |   |      |            |                                  |                                  |                                       |                                       |    |   |        |        |        |        |        |  |
|  | WC          | A Barroso Campos P Llamas Ruiz      | 7                                   | 2           | [13]        |  |  | 4                | A Kadhe K Uchida                    | 7                                   | 5                                   | [6]                          |   |      |            |                                  |                                  |                                       |                                       |    |   |        |        |        |        |        |  |
|  | 4           | A Kadhe K Uchida                    | 5                                   | 6           | [15]        |  |  |                  |                                     |                                     |                                     |                              |   |      |            | B Harris A Santillan             | B Harris A Santillan             | 4                                     | 64                                    |    |   |        |        |        |        |        |  |
|  |             | Í Cervantes O Roca Batalla          | 2                                   | 6           | [13]        |  |  |                  |                                     | 2                                   | M Bortolotti S Martos Gornés        | M Bortolotti S Martos Gornés | 6 | 7    |            |                                  |                                  |                                       |                                       |    |   |        |        |        |        |        |  |
|  |             | O Luz M Zormann                     | 6                                   | 3           | [11]        |  |  |                  | Í Cervantes O Roca Batalla          | Í Cervantes O Roca Batalla          | Í Cervantes O Roca Batalla          |                              |   |      |            |                                  |                                  |                                       |                                       |    |   |        |        |        |        |        |  |
|  |             | A Collarini K Coppejans             | A Collarini K Coppejans             | 4           | 4           |  |  | 2                | M Bortolotti S Martos Gornés        | M Bortolotti S Martos Gornés        | M Bortolotti S Martos Gornés        | w/o                          |   |      |            |                                  |                                  |                                       |                                       |    |   |        |        |        |        |        |  |
|  | 2           | M Bortolotti S Martos Gornés        | M Bortolotti S Martos Gornés        | 6           | 6           |  |  |                  |                                     |                                     |                                     |                              |   |      |            |                                  |                                  |                                       |                                       |    |   |        |        |        |        |        |  |